# Mick Øgendahl
Mick Øgendahl (* 4. April 1973 in Silkeborg, Dänemark) ist ein dänischer Komiker, Schauspieler, Synchronsprecher und Drehbuchautor.

## Leben
Mick Øgendahl wuchs auf dem Land in Horreby auf einem Bauernhof auf. Nach seinem Schulabschluss machte er eine Technikausbildung und arbeitete schließlich in Næstved, bevor er nach Kopenhagen zog, um seinen Wunsch in der Unterhaltungsindustrie Karriere zu machen. Inspiriert wurde er dabei durch seine Kindheit, in der er häufig deutsches Fernsehen, darunter ARD, ZDF und NDR, sah. Ab 1993 begann er vereinzelt als Komiker aufzutreten. Er trat in Clubs auf, war im Radio zu hören und vereinzelt auch im Dänischen Fernsehen zu sehen. Seit Ende der 1990er Jahre ist er regelmäßig Gast unterschiedlicher Fernsehformate und -serien. Seinen großen Durchbruch hatte er mit seinem 2002 uraufgeführten zweiten Soloprogramm Micktrix.
Seit 2005 ist Øgendahl auch als Synchronsprecher tätig. So lieh er seine Stimme für die dänischen Animationsfilme Die Olsenbande in feiner Gesellschaft und Jensen & Jensen. In den beiden US-amerikanischen Filmen wie Ice Age 2 – Jetzt taut’s und Ice Age 3 – Die Dinosaurier sind los lieh er Crash, einem Opossum, seine Stimme. Das Zebra Marty sprach er in der MadagascarTrilogie.
Für seine Darstellung des Dion in der von ihm mitgeschriebenen und von Rasmus Heide inszenierten Komödie Blå mænd wurde er 2009 mit einer Nominierung als Bester Nebendarsteller für den renommierten Filmpreis Robert gewürdigt.

## Filmografie (Auswahl)
Schauspieler
- 2003: Regel nr. 1
- 2008: Blå mænd
- 2008: Der verlorene Schatz der Tempelritter III: Das Geheimnis der Schlangenkrone (Tempelriddernes skat III: Mysteriet om slangekronen)
- 2009: Julefrokosten
- 2011: Alle for én
- 2011: Bubbles
- 2013: Alle for to
- 2014: Kolbøttefabrikken

Synchronsprecher
- 2005: Madagascar
- 2006: Ice Age 2 – Jetzt taut’s (Ice Age: The Meltdown)
- 2008: Madagascar 2 (Madagascar: Escape 2 Africa)
- 2009: Ice Age 3 – Die Dinosaurier sind los (Ice Age: Dawn of the Dinosaurs)
- 2010: Die Olsenbande in feiner Gesellschaft (Olsen-banden på de bonede gulve)
- 2011: Jensen & Jensen
- 2012: Madagascar 3: Flucht durch Europa (Madagascar 3: Europe’s Most Wanted)

## Live-Programme
- Den ægte vare (2001)
- Micktrix (2002)
- Tåfræser (2004)
- UNDSKYLD! (2006)
- Propaganda (2010)
- SPAS (2012)